# Fulgence Rabemahafaly
Fulgence Rabemahafaly (Miarinavaratra, 23 mei 1951) is een Malagassisch geestelijke en een aartsbisschop van de Rooms-Katholieke Kerk.
Rabemahafaly werd op 14 augustus 1980 priester gewijd. Op 3 juni 1999 werd hij benoemd tot bisschop van Ambositra; zijn bisschopswijding vond plaats op 31 oktober 1999. In oktober 2002 volgde zijn benoeming tot aartsbisschop van Fianarantsoa.
Van 2006 tot 2012 was Rabemahafaly tevens voorzitter van de bisschoppenconferentie van Madagaskar.